# Георге Замфир
Георге Замфир (на румънски: Gheorghe Zamfir) е световноизвестен румънски инструменталист, изпълнител на традиционния румънски инструмент най (панова флейта или сиринга). Преподава музикално изкуство в Букурещ.
Замфир е известен и като създател на разновидност на традиционната румънска тръстикова флейта "най" с диапазон, увеличен от 20 на 22, 25, 28 и 30 тръби, при която броят на обертоновете от традиционния метахармоничен ред е увеличен с още 8 обертона посредством промяна сечението на мундщука на тръбичките (видоизменението е познато под наименованието "замфиров мундщук“).
Негови изпълнения и композиции са използвани в музиката към много известни филми. Най-забележително е неговото изпълнение, озаглавено „Самотният овчар“ (англ. „The Lonely Shepherd“), използвано от режисьора Куентин Тарантино в неговия филм "Убий Бил".

## Кариера
Роден е на 6 април 1941 година в град Гъещ, Румъния. Първоначално има желание да се занимава с акордеон, но на 14-годишна възраст започва да свири на панова флейта.
Завършва Музикалната академия в Букурещ, където е ученик на Феник Люк.
Става известен сред музикалната общност през 60-те години на ХХ век, когато го "открива" швейцарския етномузиколог Марсел Селие, който по това време извършва обширно проучване на румънската народна музика. На запад става известен през 1972 г., когато със своя модифициран "най" изпълнява оригиналната музика, написана от известния френски филмов композитор Владимир Козма за филма „Високият рус мъж с черната обувка“ на режисьора Ив Робер, който има голям успех. Оттогава той участва като солист във филмовата музика на композитори като Франсис Ле, Енио Мориконе и много други.
Замфир ревностно популяризира народни инструменти пред съвременната публика като се снима и участва в кратки филми, програми и рекламни клипове, спечелвайки си прозвището „Замфир – майстора на пановата флейта“. През 80-те години на миналия век такива програми и рекламни видеоматериали са излъчвани в редица европейски страни, САЩ, и на други места. Траен интерес към него проявява американската телевизионна компания CNN, която редовно излъчва материали с негови изпълнения. 
| Видео клип с изпълнението на „The Lonely Shepherd“. |
| --------------------------------------------------- |

Големият пробив на Замфир в англоезичния свят идва, когато посветеното на религията предаване на Би Би Си – „The Light of Experience“, излъчва като заставка на предаването записа на „Doina De Jale“ – традиционна румънска погребално-жалобна песен. Мелодията добива такава популярност, че звукозаписната компания Epic Records предприема издаването ѝ като сингъл през 1976 г., а изпълнението се изкачва до четвърто място в британските класации. Този хит сингъл остава единственият в кариерата на Замфир, но той предизвиква интерес и проправя пътя за реализирането на неговите солови албуми във Великобритания, където те стават изключително популярни.  
След близо десетгодишно отсъствие румънският виртуоз се завръща на сцената в Канада, през януари 2006 г., за серия от концерти, включваща седем града, като част от квинтет „STRINGS“. В програмата са включени известни изпълнения, като Четирите сезона на Вивалди за пан флейта, джаз изпълнения, както и добре познатите любими мелодии на румънския изпълнител.